# زلاتکو پاپتس
زلاتکو پاپتس (انگلیسی: Zlatko Papec; ۱۷ ژانویهٔ ۱۹۳۴ – ۳ فوریهٔ ۲۰۱۳) بازیکن فوتبال اهل کرواسی بود.
از باشگاه‌هایی که در آن بازی کرده‌است می‌توان به باشگاه فوتبال فرایبورگر، باشگاه فوتبال لوکوموتیو زاگرب، باشگاه فوتبال رییکا، و باشگاه فوتبال هایدوک اسپلیت اشاره کرد.
وی همچنین در تیم ملی فوتبال یوگسلاوی بازی کرده‌است.
وی در مسابقات کشوری و بین‌المللی در مجموع برندهٔ ۱ مدال نقره شده‌است.